# Cyclophora ampligutta
Anisodes ampligutta là một loài bướm đêm trong họ Geometridae.